# Piersiówka (skała)
Piersiówka – turnia w Dolinie Kobylańskiej na Wyżynie Olkuskiej będącej częścią Wyżyny Krakowsko-Częstochowskiej. Administracyjnie należy do miejscowości Będkowice, w gminie Wielka Wieś, powiecie krakowskim, województwie małopolskim. Znajduje się w lewych zboczach wąwozu będącego prawym odgałęzieniem Doliny Kobylańskiej. Wąwóz ten ma wylot naprzeciwko Dwoistej Turni.
Zbudowana z wapienia Piersiówka znajduje się w lesie, w dolnej części zboczy. Ma wysokość do 15 m i jest obiektem wspinaczki skalnej. Wspinacze poprowadzili na niej 5 dróg wspinaczkowych o trudności od V+ do VI.3+ w skali Kurtyki. Są pionowe lub przewieszone, mają zacięcia i wystawę zachodnią, południową i południowo-zachodnią. Wszystkie posiadają asekurację: 3-5 ringów (r) i stanowisko zjazdowe (st).

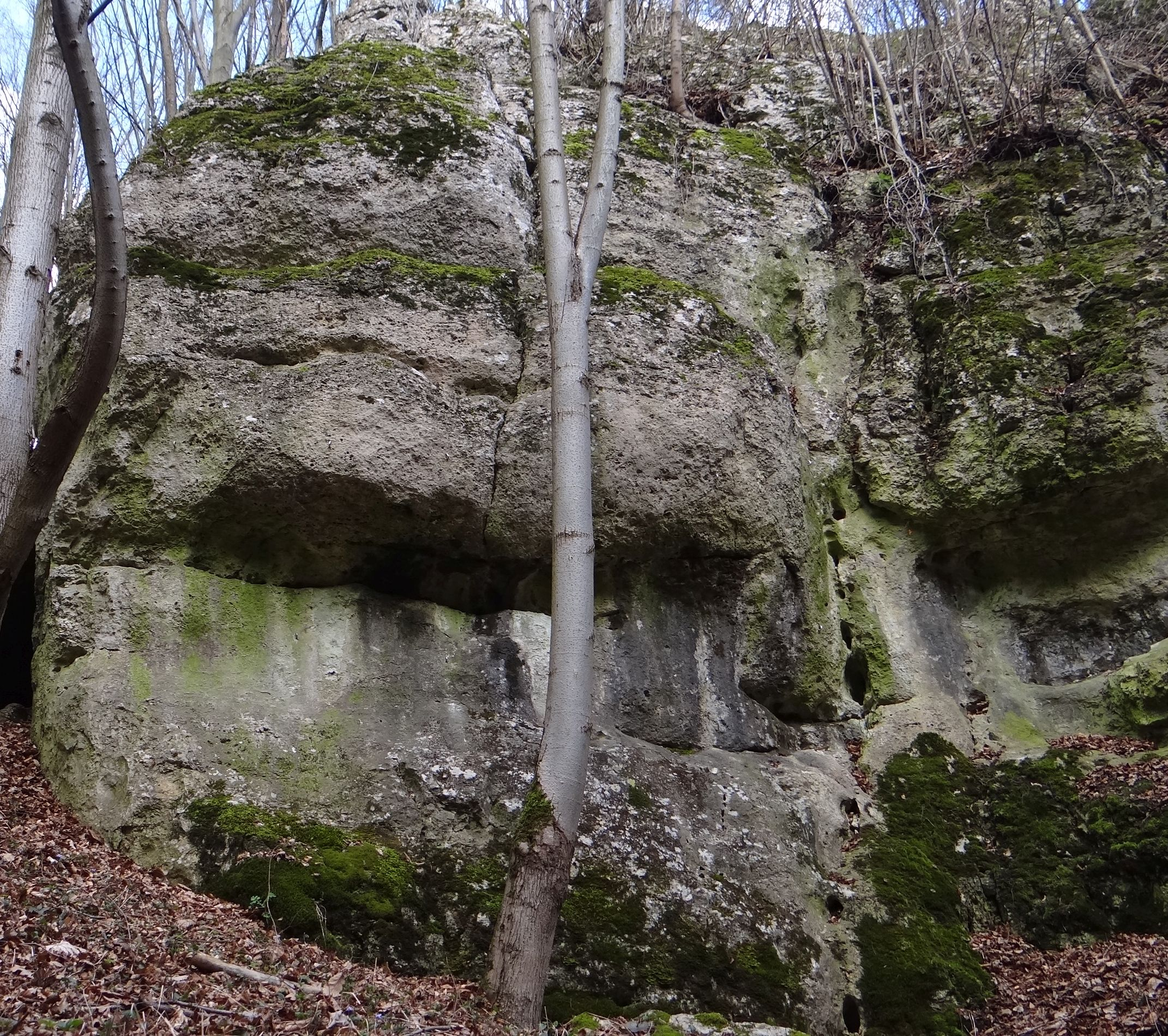
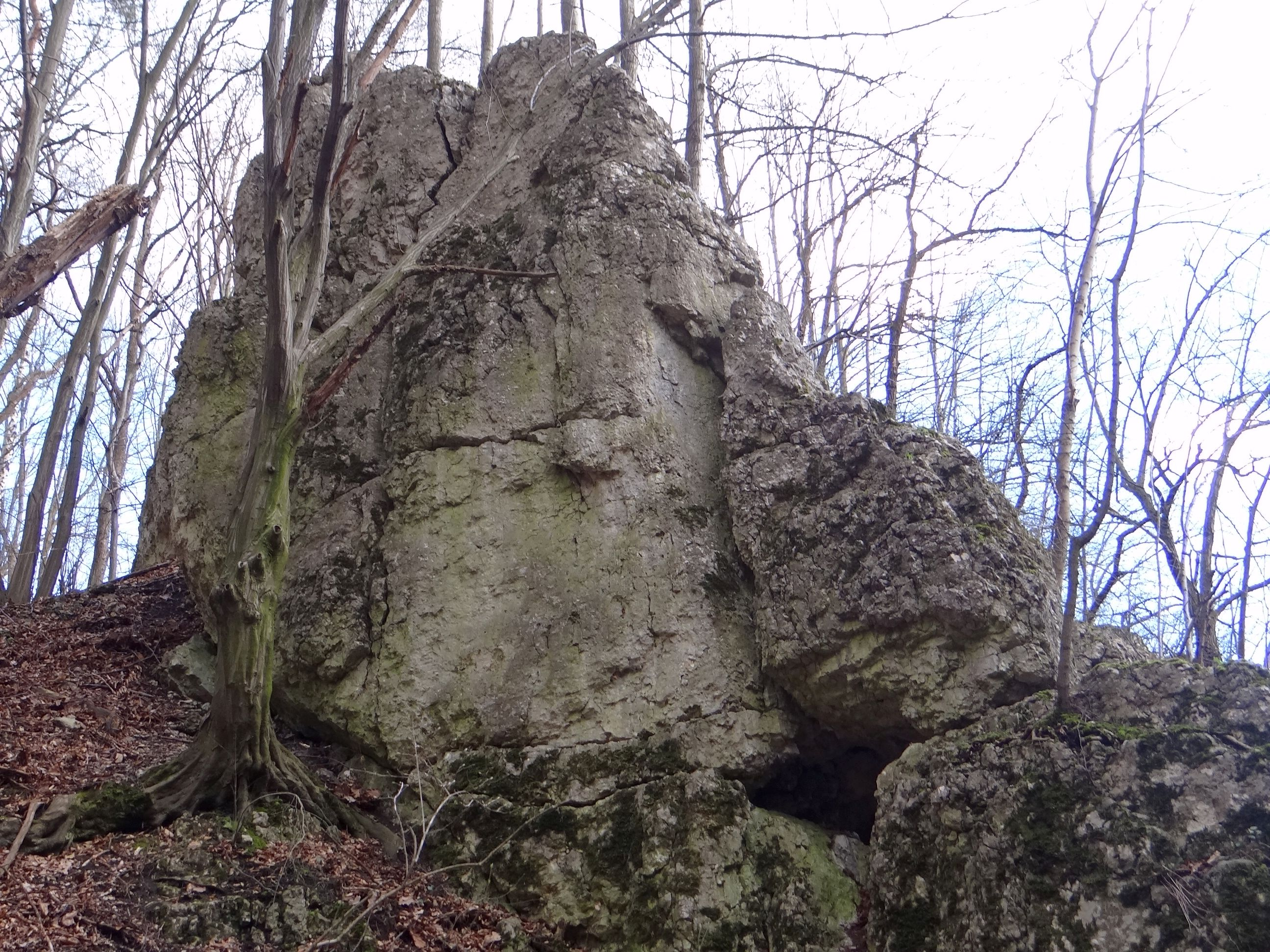
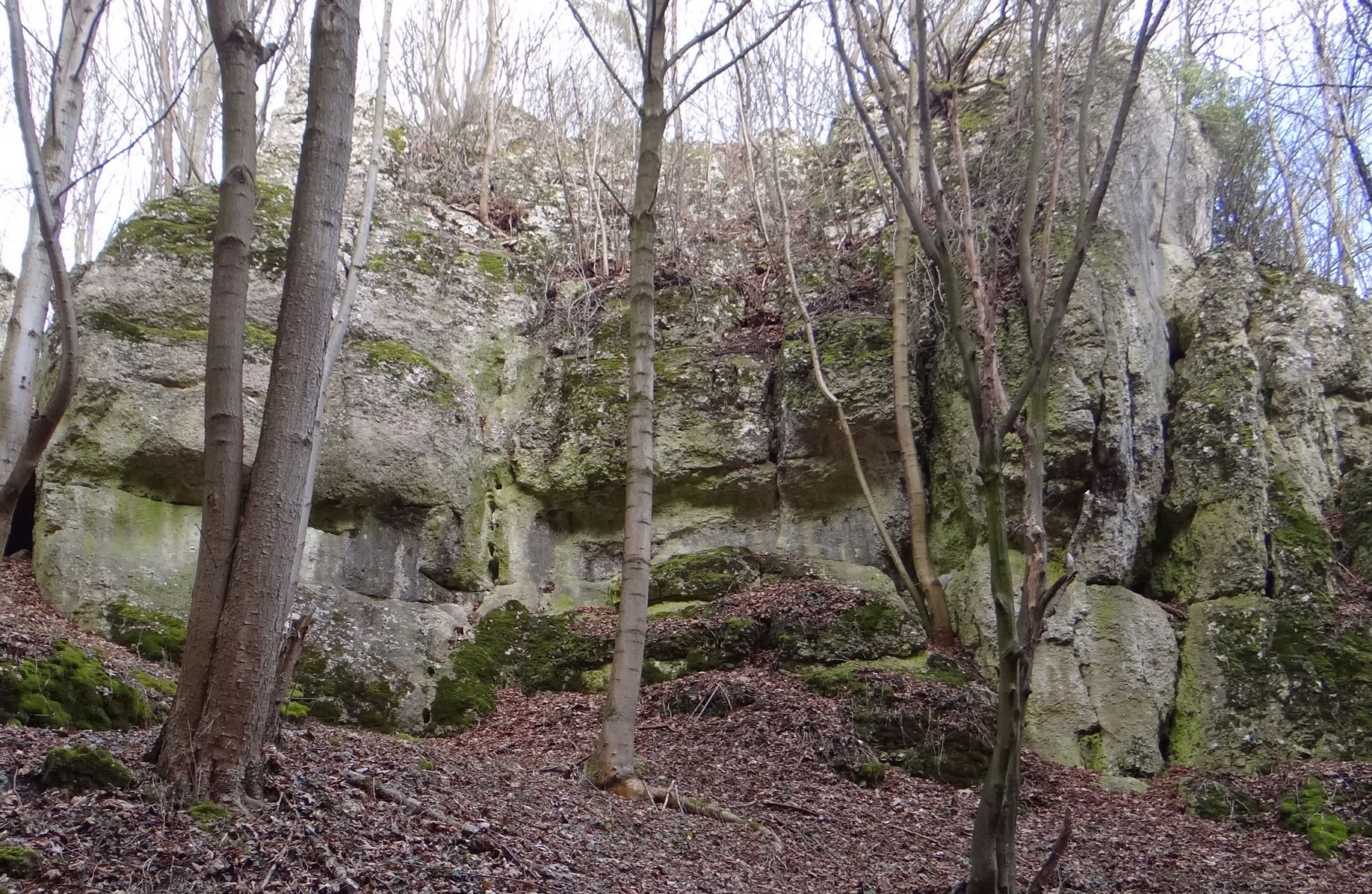

W tym samym bocznym wąwozie, tuż poniżej Piersiówki znajduje się turnia Cycówka.

## Drogi wspinaczkowe
1. Miś na miarę możliwości; VI.1+ 3r + st, 12 m
2. KS Tęcza; VI.3+ 4r + st, 12 m
3. Tradycja! Ona nie może się tak nazywać; VI.1+ 4r + st, 12 m
4. Ryszard; VI.3+ 5r + st, 12 m
5. Czy konie mnie słyszą?; V+ 4r + st, 12 m[3]